# Kaï (Mali)
Ne doit pas être confondu avec Kayes.
Pour les articles homonymes, voir Kaï.
Kaï est une commune du Mali, dans le cercle de Kadiolo et la région de Sikasso.